# Cserszegtomaj
Cserszegtomaj is een plaats (község) en gemeente in het Hongaarse comitaat Zala. Cserszegtomaj telt 2891 inwoners (2014). En is gelegen ten oosten van Hévíz en ten noorden van Keszthely en het Balatonmeer. De plaats wordt beschouwd als een van de grootste dorpen van Europa, wat de oppervlakte betreft. Het uitgestrekte Cserszegtomaj wordt gekenmerkt door een heuvelachtig landschap waar schitterende panoramische vergezichten gevonden worden. De ligging is zeer gunstig ten opzichte van het vlakbijgelegen Héviz (bekend van het thermale meer met heilzaam water) en het Balaton. In Cserszegtomaj wonen ook vele buitenlanders, die gecharmeerd raakten van de rustige doch centrale ligging van deze gemeente.

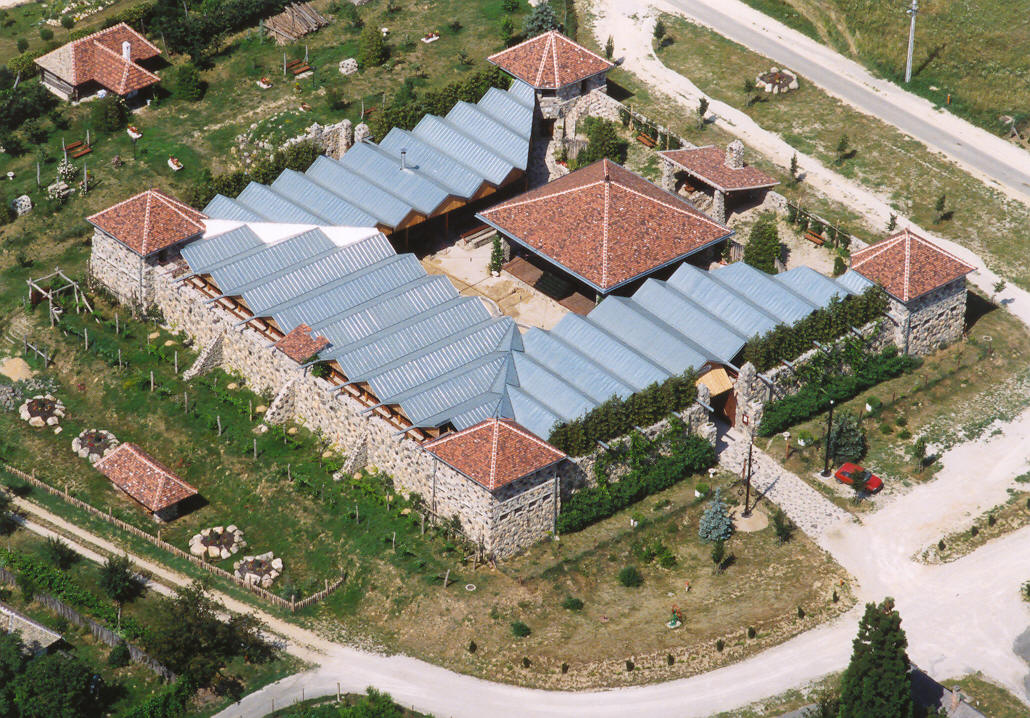
Theater van Cserszegtomaj